# Kilianer
Kilianer ist eine Rotweinsorte. Sie wird auch Blauer Kilianer oder Kiliansrebe genannt. Es handelt sich vermutlich um eine Kreuzung zwischen den Wildreben Vitis riparia und Vitis labrusca sowie evtl. noch weiteren Rebsorten. Der Kilianer gehört somit zur Familie der Hybridreben. 1883 kam diese Rebsorte wohl von Erfurt nach Dudenhofen in die Pfalz, wo sie vom Gärtner und Polizeidiener Kilian Vonderschmitt im Gebiet um Speyer verbreitet wurde. Diese Rebsorte ist resistent gegen die Reblaus und gegen Pilzkrankheiten wie den echten und den falschen Mehltau der Weinrebe.
Die säurefrischen Weine, die aus der Traube erzeugt werden, werden in der Pfalz auch Mops oder Rambas genannt. Auch heute werden in der Gegend von Dudenhofen noch Kilianerweine hergestellt.
Synonyme: Blauer Kilianer, Kilianer, Kiliansrebe.